# سعيد كامل الصباغ
سعيد بن كامل الصباغ (1899 - 1967)، مؤلف وكاتب لبناني من والدة فلسطينية، اشتهر بكتبه المدرسية الجغرافية، تنقّل بعمله التربوي بين لبنان وفلسطين.

## ولادته ونشأته
ولد في حيفا ونشأ في صيدا عام 1899م حيث تلقّى علومه الأولى، ثم انتقل إلى بيروت حيث التحق بالمدرسة التجارية العليا فيها، وتخصص بالتجارة.
ترك التجارة وتوجّه للتعليم والتربية فعمل مدرسا في مدارس الجمعية الخيرية الإسلامية في صيدا. كما عمل مدرّسا في المدرسة الاميرية بصيدا، وتولى إدارة المدرسة الابتدائية الاميرية بحيفا ثم بصفد.

## مؤلفاته
عرف سعيد الصباغ باهتماماته التاريخية والجغرافية، ومعظم كتبه كانت دارسية، وقام لأجل ذلك برحلات جغرافية مشرقية ومغربية. ومن تصنيفاته: 
- تاريخ سورية المصور
- المدنيات القديمة وتاريخ سورية وفلسطين.
- الأطلس العربي العام - مؤسسة سعيد الصباغ- طبع 1975 - وكذك عام 1981
- الدنيا الجديدة- طبع 1934.
- تاريخ سورية المدرسي - طبع عام 1925.
- الجغرافية الابتدائية لاحداث سورية ولبنان وفلسطين والشرق العربي)
- الجغرافية الطبعية
- الجغرافية العامة الحديثة- أربعة أجزاء
- الدروس الجغرافية الأولى بالقصص والتصوير

### كتب شارك في تأليفها
شارك في وضع 14 كتابا، تعاون فيها مع بعض زملائه طبعت كلها، منها:
- الجغرافية الاقتصادية
- حوض البحر المتوسط
- الوطن العربي
- القارات الخمس
- قصة الإنسان الأول

كما اعتمدت منظمة التحرير الفلسطينية الخارطة الجدارية لفلسطين التي وضعها سعيد الصباغ، وأصبحت فيما بعد الخارطة الرسمية المعتمدة في كل المجالات.

## وفاته
كان دمثا حسن العشرة، توفي في عام 1387هـ (1967م) ودفن في مدينة صيدا.